# Terremoto de Fukushima de 2021
El terremoto de Fukushima de 2021 fue un sismo de magnitud 7.1 que afectó la costa este de Tōhoku, Japón, a una profundidad de 35 km. Ocurrió a las 23:07 JST hora local (14:07 UTC) del sábado 13 de febrero. En el momento en que ocurrió, se acercaba el décimo aniversario del terremoto de magnitud 9.1, mucho más destructivo de 2011, en el mismo lugar. Tuvo una intensidad sísmica JMA de Shindo 6+. Fue seguido por múltiples réplicas en menos de una hora, siendo la más fuerte una de magnitud 5.3. La Agencia Meteorológica de Japón emitió un comunicado mediante sus redes sociales, donde informó que este sismo se trata de una réplica del Gran Terremoto de Tohoku del 2011.

## Entorno tectónico
El terremoto ocurrió como resultado de una falla de empuje cerca del límite de la placa de interfaz de la zona de subducción entre las placas del Pacífico y Norteamericana hacia el norte, o una falla de inmersión moderada que golpea hacia el norte-noreste, consistente con la compresión orientada este-oeste esperada en esta región. En la ubicación de este terremoto, la placa del Pacífico se fue aproximadamente hacia el oeste en relación con la placa norteamericana a una velocidad de 34 mm/año, subduciendo debajo de Japón en la fosa de Japón y descendiendo hacia el oeste debajo de Japón.

## Terremoto
El terremoto ocurrió como resultado de una falla inversa dentro de la placa del Pacífico en subducción, y no en la interfaz de subducción en sí, por lo que podría considerarse un terremoto intraplaca. Las soluciones de tensor de momento indican que el deslizamiento se produjo en una falla de inmersión moderada con dirección hacia el sur, o una falla de inmersión moderada que va hacia el norte-noreste, consistente con la compresión orientada este-oeste esperada en esta región. Mientras tanto, el Comité de Investigación de Terremotos del gobierno japonés dijo que el terremoto se rompió a lo largo de una falla impactante de norte a sur de 45 km de largo que se inclina hacia el este. Según el Servicio Geológico de los Estados Unidos, el terremoto se produjo a una profundidad de 49,9 km, mientras que la Agencia Meteorológica de Japón situó su profundidad en 55 km, una revisión de los 60 km iniciales.